# Gregory Dix
Gregory Dix (ordensnamn, ursprungligen George Eglinton Alston), född den 4 oktober 1901, död den 12 maj 1952, var en engelsk präst och munk inom benediktinorden. Han var en erkänd liturgiforskare, vars verk hade stort inflytande på liturgireformen inom anglikanska kyrkan i mitten av 1900-talet.